# Évelyne Terras
Pour les articles homonymes, voir Terras.
Évelyne Terras Papale (née le 25 septembre 1944 - morte le 24 septembre 2012) est une joueuse de tennis française des années 1960 et début 1970, naturalisée Italienne.
En 1967, elle devient la première Tricolore à atteindre une finale aux Internationaux d'Australie (en double dames, associée à Lorraine Coghlan), 28 ans avant le succès de Mary Pierce en simple. 

## Palmarès (partiel)

### Finale en double dames
| No | Date       | Nom et lieu du tournoi            | Catégorie | Surface      | Vainqueures               | Partenaire       | Score    |          |
| -- | ---------- | --------------------------------- | --------- | ------------ | ------------------------- | ---------------- | -------- | -------- |
| 1  | 20-01-1967 | Australian Championships Adélaïde | G. Chelem | Gazon (ext.) | Lesley Turner Judy Tegart | Lorraine Coghlan | 6-0, 6-2 | Parcours |

## Parcours en Grand Chelem (partiel)

### En simple dames
| Année | Championnat d'Australie Open d'Australie | Championnat d'Australie Open d'Australie | Internationaux de France | Internationaux de France | Wimbledon      | Wimbledon        | US National US Open | US National US Open |
| ----- | ---------------------------------------- | ---------------------------------------- | ------------------------ | ------------------------ | -------------- | ---------------- | ------------------- | ------------------- |
| 1964  | -                                        | -                                        | 2e tour (1/32)           | E. Starkie               | -              | -                | -                   | -                   |
| 1965  | -                                        | -                                        | 2e tour (1/32)           | Nancy Richey             | -              | -                | -                   | -                   |
| 1966  | -                                        | -                                        | 2e tour (1/32)           | Pat Walkden              | -              | -                | -                   | -                   |
| 1967  | 2e tour (1/16)                           | Karen Krantzcke                          | 3e tour (1/16)           | Helga Schultze           | 2e tour (1/32) | Rosie Casals     | -                   | -                   |
| 1968  | -                                        | -                                        | 2e tour (1/32)           | Virginia Caceres         | 2e tour (1/32) | Ada Bakker       | -                   | -                   |
| 1969  | -                                        | -                                        | 1er tour (1/32)          | Olga Morozova            | 2e tour (1/32) | Marianna Brummer | -                   | -                   |
| 1970  | -                                        | -                                        | 2e tour (1/16)           | Odile de Roubin          | 2e tour (1/32) | Gail Hansen      | -                   | -                   |
| 1974  | -                                        | -                                        | 1er tour (1/32)          | Raquel Giscafré          | -              | -                | -                   | -                   |

À droite du résultat, l’ultime adversaire.

### En double dames
| Année | Championnat d'Australie Open d'Australie | Championnat d'Australie Open d'Australie | Internationaux de France       | Internationaux de France        | Wimbledon                     | Wimbledon                 | US National US Open | US National US Open |
| ----- | ---------------------------------------- | ---------------------------------------- | ------------------------------ | ------------------------------- | ----------------------------- | ------------------------- | ------------------- | ------------------- |
| 1964  | -                                        | -                                        | 2e tour (1/16) A. Seghers      | Norma Baylon H. Schultze        | -                             | -                         | -                   | -                   |
| 1965  | -                                        | -                                        | 2e tour (1/16) Maria Leyrer    | Patricia McClenaughan Fay Toyne | -                             | -                         | -                   | -                   |
| 1966  | -                                        | -                                        | 2e tour (1/16) C. Spinoza      | K. Krantzcke K. Melville        | -                             | -                         | -                   | -                   |
| 1967  | Finale L. Coghlan                        | Lesley Turner Judy Tegart                | 1er tour (1/32) J. Lieffrig    | Greta Delport Laura Rossouw     | 1er tour (1/32) C. Sherriff   | Jean Knight P. Wheeler    | -                   | -                   |
| 1968  | -                                        | -                                        | 2e tour (1/8) C. Spinoza       | F. Dürr Ann Haydon              | 1er tour (1/32) Eva Lundquist | M. Eisel K. Harter        | -                   | -                   |
| 1969  | -                                        | -                                        | 3e tour (1/8) J. Lieffrig      | Laura Rossouw Pat Walkden       | 1er tour (1/32) Ingrid Loeys  | R. Giscafré M. Guzmán     | -                   | -                   |
| 1970  | -                                        | -                                        | 1er tour (1/32) Kalogeropoulos | Lesley Hunt Betty Stöve         | 2e tour (1/16) M. Rodríguez   | Helen Gourlay Pat Walkden | -                   | -                   |

Sous le résultat, la partenaire ; à droite, l’ultime équipe adverse.

### En double mixte
| Année | Championnat d'Australie Open d'Australie | Championnat d'Australie Open d'Australie | Internationaux de France     | Internationaux de France        | Wimbledon                    | Wimbledon                 | US National US Open | US National US Open |
| ----- | ---------------------------------------- | ---------------------------------------- | ---------------------------- | ------------------------------- | ---------------------------- | ------------------------- | ------------------- | ------------------- |
| 1964  | -                                        | -                                        | 1er tour (1/32) Bernard Paul | H. Plaisted Pat Cramer          | -                            | -                         | -                   | -                   |
| 1966  | -                                        | -                                        | 1er tour (1/32) Bernard Paul | Estalella-Manso J. E. Mandarino | 2e tour (1/32) J. Barclay    | A. Mortimer John Barrett  | -                   | -                   |
| 1967  | -                                        | -                                        | 1er tour (1/32) Bernard Paul | Virginia Wade Robert Maud       | 2e tour (1/32) B. Montrenaud | M. Rodríguez P. Rodríguez | -                   | -                   |
| 1968  | -                                        | -                                        | 2e tour (1/16) Bruno Vallee  | Maryna Godwin Raymond Moore     | 1er tour (1/64) P. Hombergen | C. Sandberg Jaime Pinto   | -                   | -                   |
| 1969  | -                                        | -                                        | 1er tour (1/32) Bernard Paul | K. Ebbinghaus H. Plötz          | 2e tour (1/32) W. Alvarez    | Alex Cowie John Clifton   | -                   | -                   |
| 1970  | n/a                                      | n/a                                      | 1er tour (1/32) Bernard Paul | C. Sandberg T. Nowicki          | 1er tour (1/64) Bernard Paul | Lea Pericoli G. Mulloy    | -                   | -                   |

Sous le résultat, le partenaire ; à droite, l’ultime équipe adverse.

## Parcours en Coupe de la Fédération
| #                                                          | Date       | Lieu  | Surface      | Gagnante(s)    | Perdante(s)    | Score    |          |
|                                                            |            |       |              |                |                |          |          |
| 1966 - 2e tour (groupe mondial) - France - Hongrie - 2 : 1 |            |       |              |                |                |          |          |
| 1                                                          | 12/05/1966 | Turin | Terre (ext.) | Erzsebet Szell | Évelyne Terras | 6-1, 6-1 | Parcours |